# NGC 5530
NGC 5530 (również PGC 51106) – galaktyka spiralna z poprzeczką (SBbc), znajdująca się w gwiazdozbiorze Wilka. Odkrył ją John Herschel 7 kwietnia 1837 roku.
W galaktyce tej zaobserwowano supernową SN 2007it.